# Albert (stație de premetrou din Bruxelles)
Albert este o stație a premetroului din Bruxelles situată la limita administrativă dintre comunele Saint-Gilles și Forest, în Regiunea Capitalei Bruxelles. Ea se află sub Piața Albert, în apropierea Parcului Forest / Vorst. 

## Istoric
Stația Albert a fost deschisă pe 3 decembrie 1993 și face parte din axa de premetrou Nord-Sud (anterior numită Linia 3) a Metroului din Bruxelles. Prin stație circulă tramvaiele liniilor 3, 4 și 51.
Numele stației provine de la Bulevardul Albert aflat la suprafață. 

## Caracteristici
Albert este ultima stație a axei Nord-Sud, iar linia de tramvai se desparte în două pe măsură ce iese la suprafață. Stația are patru linii și trei peroane: două pentru direcția sud, din care unul pentru tramvaiele liniei 51 către Uccle, iar celălalt pentru tramvaiele liniilor 3 și 4, în timp ce al treilea peron este folosit de toate cele trei linii pe direcția nord.
Stația Albert a fost construită pe două niveluri, pentru a permite pe viitor intersecția cu două linii de metrou.

## Linii de tramvai ale STIB în premetrou
- 3 Esplanade - Churchill
- 4 Gare du Nord / Noordstation - Parking Stalle
- 51 Van Haelen - Stade / Stadion

## Legături

### Linii de autobuz ale STIB în apropiere
- 48 Grand Place / Grote Markt - Decroly
- 54 Trône / Troon - Forest Centre / Centrum Vorst (Bervoets)

### Linii de autobuz STIBNoctis
- N11 Gara Centrală - Uccle-Calevoet / Ukkel-Kalevoet

## Locuri importante în proximitatea stației
- Parcul Forest / Vorst;
- Parcul Duden;
- Închisoarea Saint-Gilles / Sint-Gillis